# Tia Dalma
Tia Dalma, spillet af Naomie Harris, er en fiktiv person fra Pirates of the Caribbean-filmene og er en af hovedpersonerne i Pirates of the Caribbean: Ved Verdens Ende, i hvilken plottet i filmen drejer sig om hende og hendes kræfter. 

## Figurhistorie
Man vidste ikke meget om Tia Dalmas fortid før Pirates of the Caribbean: Ved Verdens Ende udkom, undtagen en enkelt forbindelse til Jack Sparrow under en episode med Hector Barbossa i Tortuga. Det bliver også bekendtgjordt at hun var Davy Jones' elsker og at hun var en af dem, der fik ham til at blive et monster. 
Før Broderskabet bandt hende til hendes menneskelig form, var hun en nymfen (gudinden), Kalypso. Jack indrømmer at han "kendte" hende, da de var "uadskillige" – og at det var Tia Dalma, som gav ham, hans mærkelige kompas: pilen viser retningen til det, som bæreren ønsker allermest. Da Kalypso var fanget, havde piraterne kontrollen over havene, men gjorde også piraterne mindre hårde og onde, hvilket Barbossa fortæller. 
I Jack Sparrow-bøgerne, siges det, at Tia Dalma skulle have forvandlet en pige ved navn Constance Magilore, om til en kat. Det står også at Jack har kendt hende, siden han var teenager.

## Biografi

### Pirates of the Caribbean: Død Mands Kiste
Tia Dalma er voodoo udøvende spåkone (også kendt), som bor i mørk og uhyggelig sump. Det var hende, som gav Kaptajn Jack Sparrow hans magiske kompas 7 år tidligere. I Pirates of the Caribbean: Død Mands Kiste kommer Sparrow til Dalma, for at få mere information on Davy Jones og Død Mands Kiste. Som betaling giver han hende, Kaptajn Barbossa udødelige abe, "Jack". 
Hun yder senere ly og beskyttelse for det overlevende mandskab fra den Sorte Perle efter at Kraken har ødelagt deres skib, og dræbt Jack. Det er Tia, som foreslår at rejse til verdens ende for at redde Jack; hun genintroducerer også den ellers tidligere dræbte Kaptajn Barbossa, for de forbløffede overlevende. 

#### Forudsigelsen
Da Jack Sparrow giver Tia Dalma aben, forudsiger dens ellers pæne opførsel, Barbossas nærvær, da aben ses siddende i toppen af et par støvler, på en ukendt person i det nærliggende rum. Dalma forudsiger også Wills skæbne, idet hun i næsten samme øjeblik hun ser ham for første gang, siger "a touch of destiny", som bliver afsløret i den tredje film. Hun ser svagt påvirket ud, da hun fortæller hvordan Davy Jones skar sit eget hjerte ud, pga. ulykkelig kærlighed. Og da diskussionen om det var havet eller en kvinde, Jones forelskede sig i, siger Tia: "Same story, different versions, and all are true." ("Samme historie, forskellige versioner, men det hele er sandt"). Og det viste sig at være rigtig, siden at Kalypso var begge dele.

### Pirates of the Caribbean: Ved Verdens Ende
Tia Dalma følger med Barbossa, Will og Elizabeth og resten af mandskabet fra Den Sorte Perle, da de alle rejser til Singapore. Her infiltrerer de Sao Fengs hovedkvarter for at få fat i kortet, som viser vej til Verdens Ende og Davy Jones' Kiste, og de formår også at slippe væk fra Det Ostindiske Handelskompagni. På turen forklarer hun overfor Pintel og Ragetti, hvorfor hun ikke kunne genoplive Jack, som Barbossa, fordi Jack var blevet med både krop og sjæl, og det var Barbossa ikke. Da mandskabet når Kisten, og de finder Jack på stranden, spørger hun flirtende om Jack ikke nød hendes vrede dengang; et hint om at de engang måske havde haft et romantisk forhold. 
Netop som gruppen forsøger at finde en vej tilbage til de levendes verden, opdager de utallige sjæle, som flyder forbi i vandet. Tia Dalma fortæller at det ellers var Davy Jones' pligt som kaptajn, at føre de sjæle, som dør på havet, videre til den næste verden, og så en gang hvert 10. år kunne han komme op på land for at være sammen med den kvinde, han elskede. Men fordi han troede, at hans store kærlighed, Havgudinden Kalypso, havde svigtet ham, da han kom på land, holdt han op med at gøre sin pligt, og blev langsomt til et monster. Imens Tia kærtegner sin medaljon, fortæller hun at Davy Jones engang var et menneske. Mandskabet ser pludselig Elizabeths far, som siger, at han "føler sig død" og at han er "stolt af hende". Tia Dalma skynder sig at sige, at hun ikke må forlade skibet, og Will når at få fat i hende.
Will finder ud af, at Tia Dalma faktisk er Kalypso, bundet til sin menneskelig form og at hun faktisk var meget kraftfuld end tidligere antydet i Død Mands Kiste. Hendes egentlige motiv med at genoplive Barbossa og Jack, afsløres da seerne finder ud af at begge er Sørøverherrer i Broderskabet. Hver af dem har deres respektive pjastre, talismaner som skal bruges for at befri Kalypso, fra hende menneskelige form. Hun genoplivede Barbossa pga. hans pjaster (som faktisk er Ragettis træøje), og hjalp Jack tilbage, fordi hans pjaster fulgte med ham til Davy Jones' kiste. Da de ankommer til Skibbrudsbugten, minder hun Barbossa om hendes store kræfter, idet hun tager hans hånd og et kort øjeblik ændrer den tilbage til dens tidligere udseende. Hun gentager vredt at det kun er pga. hende, at han er blevet vakt til live igen. Uden at blive bange, låser Barbossa Dalma inde i briggen, indtil at hun skal befries. Hende og hendes tidligere elsker, Davy Jones, genforenes kort, mens hun er fængslet. Kalypso siger at hun stadig elsker Jones, og at selvom at hun ikke mødte op den ene dag, så ville Jones aldrig kunne elske hende, hvis ikke pga. hendes ukontrollerede og uforudsigelige natur. Jones siger derefter at han ikke længere føler noget for hende. Kalypso skælder ham ud for at have afbrudt sin pligt. Og fordi at han forsømmede sine pligter, ødelagde Jones sit sind og sjæl, og blev et monster, som blev forbandet til at sejle på havene til evig tid. Kalypso er også rasende over at Sørøverherrerne fangede hende i hendes menneskelige form, og hendes plan bliver afsløret: hun vil bruge sine kræfter til at forråde hele piratflåden i kampen mod Beckett. Hun vil efterfølgende give hele sin kærlighed til Jones, og det virker som de forsones. Da hun rører Jones, bliver han et øjeblik, forvandlet om til den mand han var tidligere. Inden han forsvinder, erklærer Jones, at hans hjerte altid vil tilhøre hende. 
Netop som kampen mellem Det Ostindiske Handelskompagnis armada og piraterne begynder, brænder Barbossa alle pjasterne i et mislykkede forsøg på at befri Kalypso. Det er Ragetti, som faktisk ender med at befri, da han som den eneste formår at sige sætningen: "Calypso, I release you from your human bonds". ("Kalypso, jeg befrier dig fra dine menneskelige bånd") med ægte kærlighed i stemmen, som det er påkrævet. Lige inden Kalypso bliver helt fri, fortæller Will, at det faktisk var Davy Jones, som fortalte Broderskabet hvordan man fangede og bandt hende. Bundet af reb til masten, vokser Kalypso sig omkring 3-4 meter høj. Barbossa siger at hun skal fuldføre deres aftale og hjælpe piraterne mod Beckett. Rasende forvandler Kalypso sig til tusindvis af små krabber opsluger skibet og flydet ud i havet. Hendes raseri skaber derefter en voldsom orkan og malstrøm, som bliver slagmarken mellem Den Sorte Perle og Den Flyvende Hollænder. I stedet for at vælge side, "slås" hun imod begge sørøverherrer, fordi de bandt hende som menneske og for Davy Jones' forræderi. De ekstreme forhold lavet af stormen, kommer til hjælp for begge parter: Perlens fart nedsættes og Hollænderens skydekraft svækkes, som faktisk gør dette til en retfærdig kamp. Davy Jones skriger i vrede af denne nye forrådelse. Senere bliver Jones' sidste ord, navnet på hans elsker, inden han falder ned i den afgrund, som hun har skabt, så han til sidst bliver en del af havet.